# Rytó
Rytó (Ryto) är en ort i Grekland.   Den ligger i prefekturen Nomós Korinthías och regionen Peloponnesos, i den sydöstra delen av landet, 70 km väster om huvudstaden Aten. Rytó ligger 127 meter över havet och antalet invånare är 110.
Terrängen runt Rytó är huvudsakligen kuperad, men åt nordost är den platt. En vik av havet är nära Rytó åt nordost. Runt Rytó är det glesbefolkat, med 15 invånare per kvadratkilometer. Närmaste större samhälle är Korinth, 14,1 km norr om Rytó. 